# Dick Bernstein
Richard „Dick“ Bernstein ist ein Tontechniker.

## Leben
Bernstein begann seine Karriere im Filmstab als Schnittassistent für den Film Juanitos großer Freund. Erst im Jahr 1981 stieg er zum stellvertretenden Schnittdirektor auf, bevor er dann im Jahr 1984 mit dem Filmdrama Die Herzensbrecher in die Tonabteilung wechselte. Im Jahr 1989 erhielt er zusammen mit Bob Badami und Bill Bernstein den Oscar für technische Verdienste für die Entwicklung des „Streamline Scoring System, Mark IV“. Diese Entwicklung wurde vorangetrieben in dem Unternehmen „Offbeat Systems“. In den Jahrzehnten danach war Bernstein an zahlreichen Filmen beteiligt. Im Jahr 2023 wurde er für den Science-Fiction-Film Avatar: The Way of Water in der Kategorie „Bester Ton“ für einen Oscar nominiert.

## Filmografie (Auswahl)
- 1977: Juanitos großer Freund
- 1979: Eis am Stiel 2 – Feste Freundin
- 1980: Star Rock
- 1981: Der Einzelgänger
- 1984: Die Herzensbrecher
- 1985: Zurück in die Zukunft
- 1986: Mach’s noch mal, Dad
- 1987: Max Headroom (Fernsehserie)
- 1988: Liebe auf Texanisch
- 1989: Fire Syndrome
- 1990: Men at Work
- 1990: Chucky 2 – Die Mörderpuppe ist wieder da
- 1991: Bis ans Ende der Welt
- 1991: Haus der Vergessenen
- 1992: Die Hand an der Wiege
- 1992: Spuren von Rot
- 1993: Body of Evidence
- 1993: Boxing Helena
- 1993: Harte Ziele
- 1994: The Crow – Die Krähe
- 1994: Flucht aus Absolom
- 1994: Hercules und das Amazonenheer (Fernsehfilm)
- 1994: Hercules und das vergessene Königreich (Fernsehfilm)
- 1994: Little Odessa
- 1995: Tank Girl
- 1995: Der Indianer im Küchenschrank
- 1995: Body Language (Fernsehfilm)
- 1997: Zeus & Roxanne – Eine tierische Freundschaft
- 1997: Private Parts
- 1997: Nil by Mouth
- 1997: … denn zum Küssen sind sie da
- 1998: Die Maske des Zorro
- 1999: Virus – Schiff ohne Wiederkehr
- 1999: Sex Monster
- 1999: Instinkt
- 1999: Deep Blue Sea
- 1999: Aus Liebe zum Spiel
- 2000: Vertical Limit
- 2001: Sag’ kein Wort
- 2002: Windtalkers
- 2003: Das Urteil – Jeder ist käuflich
- 2003: Jenseits aller Grenzen
- 2004: Troja
- 2005: Glück in kleinen Dosen
- 2005: Flightplan – Ohne jede Spur
- 2005: Die Legende des Zorro
- 2005: The New World
- 2006: Poseidon
- 2006: Das Spiel der Macht
- 2006: Apocalypto
- 2008: Die Geheimnisse der Spiderwicks
- 2008: Der Junge im gestreiften Pyjama
- 2008: The Express
- 2009: Avatar – Aufbruch nach Pandora
- 2011: The Tree of Life
- 2011: Black Gold
- 2012: Gottes General – Schlacht um die Freiheit
- 2012: Silver Linings
- 2014: Extant (Fernsehserie)
- 2015: Der letzte Wolf
- 2015: The Affair (Fernsehserie)
- 2018: Die Wahrheit über den Fall Harry Quebert (Fernsehserie)
- 2022: Notre-Dame in Flammen
- 2022: Avatar: The Way of Water

## Auszeichnungen (Auswahl)
- 1987: Emmy in der Kategorie Outstanding Sound Editing for a Series für Max Headroom
- 1989: Oscar für technische Verdienste für die Entwicklung des Streamline Scoring System, Mark IV
- 2023: Satellite-Award-Nominierung in der Kategorie Bester Ton für Avatar: The Way of Water
- 2023: Oscar-Nominierung in der Kategorie Bester Ton für Avatar: The Way of Water[1]